# Discografia de Haim
A banda americana de pop rock Haim lançou três álbuns de estúdio, cinco extended plays, 17 singles (mais cinco como artista participante), cinco singles promocionais, além de 17 vídeos musicais. A banda é composta por três irmãs Este, Danielle e Alana Haim, e o baterista Dash Hutton, começaram a tocar juntos em 2007 e tornaram-se uma banda em tempo integral em 2012. O primeiro lançamento do grupo, Forever (um EP lançado com tempo limitado de download), combinado com uma recepção positiva no festival South by Southwest, levou a um acordo com a Polydor Records e um acordo de gerenciamento com a empresa de entretenimento Roc Nation de Jay Z em meados de 2012.
Haim lançou seu álbum de estúdio de estreia, Days Are Gone, em setembro de 2013. O álbum alcançou a primeira posição no UK Albums Chart e já vendeu mais de 300.244 cópias no Reino Unido.  A banda lançou seis singles do álbum: "Forever", "Don't Save Me", "Falling", "The Wire", "If I Could Change Your Mind", "My Song 5", com "The Wire" atingindo a posição 16 no UK Singles Chart.

## Álbuns de estúdio
| Título                 | Detalhes do álbum                                                                          | Posições nas paradas (pico) | Posições nas paradas (pico) | Posições nas paradas (pico) | Posições nas paradas (pico) | Posições nas paradas (pico) | Posições nas paradas (pico) | Posições nas paradas (pico) | Posições nas paradas (pico) | Posições nas paradas (pico) | Posições nas paradas (pico) | Vendas        | Certificações               |
| Título                 | Detalhes do álbum                                                                          | US                          | AUS                         | BEL (Fl)                    | CAN                         | DEN                         | GER                         | IRE                         | NLD                         | NZ                          | UK                          | Vendas        | Certificações               |
| ---------------------- | ------------------------------------------------------------------------------------------ | --------------------------- | --------------------------- | --------------------------- | --------------------------- | --------------------------- | --------------------------- | --------------------------- | --------------------------- | --------------------------- | --------------------------- | ------------- | --------------------------- |
| Days Are Gone          | - Lançado: 27 de setembro de 2013 - Gravadora: Polydor - Formato: CD, LP, Download digital | 6                           | 2                           | 9                           | 7                           | 18                          | 30                          | 4                           | 32                          | 12                          | 1                           | - UK: 300,244 | - ARIA: Ouro - BPI: Platina |
| Something to Tell You  | - Lançado: 7 de Julho de 2017 - Gravadora: Polydor - Formato: CD, LP, Download digital     | 7                           | 4                           | 17                          | 11                          | —                           | 44                          | 4                           | 46                          | 11                          | 2                           | - US: 26,000  | - BPI: Prata                |
| Women in Music Pt. III | - Lançado: 26 de junho de 2020 - Gravadora: Polydor - Formato: CD, LP, Download digital    | 13                          | 7                           | 20                          | 37                          | —                           | 27                          | 5                           | 41                          | 37                          | 1                           |               | - BPI: Prata                |

## Extended plays
| Título                       | Detalhes do EP                                                                              |
| ---------------------------- | ------------------------------------------------------------------------------------------- |
| Forever                      | - Lançado: 2 de julho de 2012 - Gravadora: National Anthem - Formato: 10", digital download |
| iTunes Festival: London 2012 | - Lançado: 7 de novembro de 2012 - Gravadora: Columbia - Formato: Download digital          |
| Spotify Sessions             | - Lançado: 18 de junho de 2013 - Gravadora: Columbia - Formato: Streaming                   |
| iTunes Festival: London 2013 | - Lançado: 15 de Outubro de 2013 - Gravadora: Columbia - Formato: Download Digital          |
| Spotify Singles              | - Lançado: 18 de junho de 2017 - Gravadora: Columbia - Formato: Streaming                   |

## Singles

### Como artista principal
| Título                                                    | Ano  | Posições nas paradas (pico) | Posições nas paradas (pico) | Posições nas paradas (pico) | Posições nas paradas (pico) | Posições nas paradas (pico) | Posições nas paradas (pico) | Posições nas paradas (pico) | Posições nas paradas (pico) | Posições nas paradas (pico) | Álbum                  | Certificações                             |
| Título                                                    | Ano  | US Roc                      | AUS                         | BEL (Fl)                    | BEL (Wa)                    | FRA                         | IRE                         | JPN                         | NZ                          | UK                          | Álbum                  | Certificações                             |
| --------------------------------------------------------- | ---- | --------------------------- | --------------------------- | --------------------------- | --------------------------- | --------------------------- | --------------------------- | --------------------------- | --------------------------- | --------------------------- | ---------------------- | ----------------------------------------- |
| "Forever"                                                 | 2012 | 24                          | —                           | 77                          | 94                          | 148                         | —                           | 49                          | —                           | 75                          | Days Are Gone          |                                           |
| "Don't Save Me"                                           | 2012 | —                           | 66                          | 28                          | —                           | —                           | 70                          | —                           | —                           | 32                          | Days Are Gone          | - ARIA: Ouro                              |
| "Falling"                                                 | 2013 | 45                          | 86                          | 70                          | —                           | —                           | 61                          | —                           | —                           | 30                          | Days Are Gone          | - BPI: Prata                              |
| "The Wire"                                                | 2013 | 25                          | 12                          | 56                          | —                           | —                           | 26                          | 56                          | 17                          | 16                          | Days Are Gone          | - ARIA: Platina - BPI: Prata - RMNZ: Ouro |
| "If I Could Change Your Mind"                             | 2014 | 42                          | 90                          | 113                         | —                           | —                           | 52                          | —                           | —                           | 27                          | Days Are Gone          | - BPI: Prata                              |
| "My Song 5" (featuring A$AP Ferg)                         | 2014 | —                           | —                           | —                           | —                           | —                           | —                           | —                           | —                           | 183                         | Days Are Gone          |                                           |
| "Want You Back"                                           | 2017 | 10                          | 54                          | 52                          | 96                          | 164                         | 88                          | —                           | —                           | 56                          | Something to Tell You  | - BPI: Prata                              |
| "Little of Your Love"                                     | 2017 | 24                          | —                           | —                           | —                           | —                           | —                           | —                           | —                           | —                           | Something to Tell You  |                                           |
| "Nothing's Wrong"                                         | 2017 | —                           | —                           | —                           | —                           | —                           | —                           | —                           | —                           | —                           | Something to Tell You  |                                           |
| "Summer Girl"                                             | 2019 | 27                          | —                           | —                           | —                           | —                           | —                           | —                           | —                           | —                           | Women in Music Pt. III |                                           |
| "Now I'm in It"                                           | 2019 | 9                           | —                           | —                           | —                           | —                           | —                           | —                           | —                           | —                           | Women in Music Pt. III |                                           |
| "Hallelujah"                                              | 2019 | 38                          | —                           | —                           | —                           | —                           | —                           | —                           | —                           | —                           | Women in Music Pt. III |                                           |
| "The Steps"                                               | 2020 | 24                          | —                           | —                           | —                           | —                           | —                           | —                           | —                           | —                           | Women in Music Pt. III |                                           |
| "I Know Alone"                                            | 2020 | 29                          | —                           | —                           | —                           | —                           | —                           | —                           | —                           | —                           | Women in Music Pt. III |                                           |
| "Don't Wanna"                                             | 2020 | 26                          | —                           | —                           | —                           | —                           | —                           | —                           | —                           | —                           | Women in Music Pt. III |                                           |
| "Gasoline" (featuring Taylor Swift)                       | 2021 | 21                          | —                           | —                           | —                           | —                           | —                           | —                           | —                           | —                           | Women in Music Pt. III |                                           |
| "Lost Track"                                              | 2022 | —                           | —                           | —                           | —                           | —                           | —                           | —                           | —                           | —                           |                        |                                           |
| "—"denota um lançamento que não entrou na parada musical. |      |                             |                             |                             |                             |                             |                             |                             |                             |                             |                        |                                           |

### Como artista participante
| Título                                                        | Ano  | Posições nas paradas (pico) | Posições nas paradas (pico) | Posições nas paradas (pico) | Posições nas paradas (pico) | Posições nas paradas (pico) | Posições nas paradas (pico) | Posições nas paradas (pico) | Posições nas paradas (pico) | Posições nas paradas (pico) | Posições nas paradas (pico) | Álbum                              | Certificações                |
| Título                                                        | Ano  | US                          | AUS                         | AUT                         | BEL (Fl)                    | BEL (Wa)                    | FRA                         | GER                         | IRE                         | NZ                          | UK                          | Álbum                              | Certificações                |
| ------------------------------------------------------------- | ---- | --------------------------- | --------------------------- | --------------------------- | --------------------------- | --------------------------- | --------------------------- | --------------------------- | --------------------------- | --------------------------- | --------------------------- | ---------------------------------- | ---------------------------- |
| "Bite Down" (Bastille featuring Haim)                         | 2014 | —                           | —                           | —                           | —                           | —                           | —                           | —                           | —                           | —                           | —                           | Other People's Heartache           |                              |
| "Meltdown" (Stromae featuring Lorde, Pusha T, Q-Tip and Haim) | 2014 | —                           | —                           | —                           | 7                           | 5                           | 107                         | —                           | —                           | —                           | —                           | The Hunger Games: Mockingjay Pt. 1 |                              |
| "Pray to God" (Calvin Harris featuring Haim)                  | 2015 | —                           | 10                          | 15                          | 52                          | 36                          | 59                          | 23                          | 21                          | 39                          | 35                          | Motion                             | - ARIA: Platina - BPI: Prata |
| "Saturdays" (Twin Shadow featuring Haim)                      | 2018 | —                           | —                           | —                           | —                           | —                           | —                           | —                           | —                           | —                           | —                           | Caer                               |                              |
| "No Body, No Crime" (Taylor Swift featuring Haim)             | 2021 | 34                          | 16                          | —                           | —                           | —                           | —                           | —                           | 11                          | 29                          | 19                          | Evermore                           |                              |
| "—"denota um lançamento que não entrou na parada musical.     |      |                             |                             |                             |                             |                             |                             |                             |                             |                             |                             |                                    |                              |

### Singles promocionais
| Título                                                              | Ano  | Posições nas paradas (pico) | Álbum                                                      |
| Título                                                              | Ano  | US Rock                     | Álbum                                                      |
| ------------------------------------------------------------------- | ---- | --------------------------- | ---------------------------------------------------------- |
| "Right Now"                                                         | 2017 | 44                          | Something to Tell You                                      |
| "That Don't Impress Me Much" (Triple J Like a Version)              | 2018 | —                           |                                                            |
| "Walking Away" (Mura Masa Remix)                                    | 2020 | —                           | The Croods: A New Age (Original Motion Picture Soundtrack) |
| "3AM" (Toro y Moi Remix)                                            | 2020 | —                           |                                                            |
| "Cherry Flavored Stomach Ache" (de The Last Letter From Your Lover) | 2021 | —                           |                                                            |

### Outras músicas ranqueadas
| Título                                                    | Ano  | Posições nas paradas (pico) | Posições nas paradas (pico) | Posições nas paradas (pico) | Álbum                  |
| Título                                                    | Ano  | US Rock                     | NZ Heat.                    | UK                          | Álbum                  |
| --------------------------------------------------------- | ---- | --------------------------- | --------------------------- | --------------------------- | ---------------------- |
| "Better Off"                                              | 2013 | —                           | —                           | 163                         | Forever EP             |
| "Go Slow"                                                 | 2013 | —                           | —                           |                             | Days Are Gone          |
| "Let Me Go"                                               | 2013 | —                           | —                           | 125                         | Days Are Gone          |
| "Something to Tell You"                                   | 2017 | —                           | 10                          | —                           | Something to Tell You  |
| "Gasoline"                                                | 2020 | 30                          | —                           | —                           | Women in Music Pt. III |
| "—"denota um lançamento que não entrou na parada musical. |      |                             |                             |                             |                        |

## Aparições como convidado
| Título                                         | Ano  | Outros artistas(s)             | Álbum                                                 |
| ---------------------------------------------- | ---- | ------------------------------ | ----------------------------------------------------- |
| "Won't Stop"                                   | 2012 | Childish Gambino               | Royalty                                               |
| "LVL"                                          | 2013 | ASAP Rocky                     | Long.Live. ASAP                                       |
| "Red Eye"                                      | 2013 | Kid Cudi                       | Indicud                                               |
| "You're No Good"                               | 2013 | Major Lazer                    | Free The Universe                                     |
| "Meltdown"                                     | 2014 | Stromae, Lorde, Pusha T, Q-Tip | The Hunger Games: Mockingjay, Part 1                  |
| "Bite Down"                                    | 2014 | Bastille                       | VS (Other People's Heartache Pt. III)                 |
| "Holes in the Sky"                             | 2015 | M83                            | The Divergent Series: Insurgent                       |
| "Without You"                                  | 2015 | Tobias Jesso Jr.               | Goon                                                  |
| "Lonely Town"                                  | 2015 | Brandon Flowers                | The Desired Effect                                    |
| "Trippin' on Your Love"                        | 2016 | Primal Scream                  | Chaosmosis                                            |
| "100% or Nothing"                              | 2016 | Primal Scream                  | Chaosmosis                                            |
| "Dear to Me"                                   | 2016 | Electric Guest                 | Plural                                                |
| "That's a Lifestyle"                           | 2018 | Dirty Projectors               | Lamp Lit Prose                                        |
| "IHOP Parking Lot (feat. Haim & Maya Rudolph)" | 2019 | The Lonely Island              | The Unauthorized Bash Brothers Experience             |
| "Warm"                                         | 2019 | Charli XCX                     | Charli                                                |
| "Rock N Roll Rules"                            | 2020 | Ludwig Göransson               | Trolls World Tour: Original Motion Picture Soundtrack |

## Remixes
| Título             | Ano  | Artista     | Álbum    |
| ------------------ | ---- | ----------- | -------- |
| "'Cause I'm a Man" | 2015 | Tame Impala | Currents |

## Vídeos musicais
| Título                        | Ano  | Diretor(es)                         |
| ----------------------------- | ---- | ----------------------------------- |
| "Forever"                     | 2012 | Austin Peters                       |
| "Don't Save Me"               | 2012 | Austin Peters                       |
| "Falling"                     | 2013 | Tabitha Denholm                     |
| "The Wire"                    | 2013 | Jonathan Lia                        |
| "If I Could Change Your Mind" | 2014 | Warren Fu                           |
| "My Song 5"                   | 2014 | Dugan O'Neal                        |
| "Right Now (live)"            | 2017 | Paul Thomas Anderson                |
| "Want You Back"               | 2017 | Jake Schreier                       |
| "Little of Your Love          | 2017 | Paul Thomas Anderson                |
| "Summer Girl"                 | 2019 | Paul Thomas Anderson                |
| "Now I'm in It"               | 2019 | Paul Thomas Anderson                |
| "Hallelujah"                  | 2019 | Paul Thomas Anderson                |
| "The Steps"                   | 2020 | Paul Thomas Anderson, Danielle Haim |
| "I Know Alone                 | 2020 | Jake Schreier                       |
| "Don't Wanna"                 | 2020 | Jake Schreier                       |
| "Man From The Magazine"       | 2020 | Paul Thomas Anderson                |
| "Lost Track"                  | 2022 | Paul Thomas Anderson                |